# HD224401
HD224401 — хімічно пекулярна зоря спектрального класу A4, що має видиму зоряну величину в смузі V приблизно  9,3.
Вона  розташована на відстані близько 741,3 світлових років від Сонця.